# Жорж Тайсне
Жорж Тайсне (фр. Georges Taisne, 13 квітня 1904, Авен — 23 березня 1998, Лілль) — французький футболіст, що грав на позиції нападника за «Ам'єн» та національну збірну Франції.

## Клубна кар'єра
На клубному рівні у 1926–1930 роках грав за «Ам'єн». 

## Виступи за збірну
1927 року виходив на поле у трьох офіційних матчах у складі національної збірної Франції, у яких забив два голи.
Помер 23 березня 1998 року на 94-му році життя в Ліллі.
| Дата      | Місто    | Господарі | Результат | Гості   | Турнір           | Голи | Примітки |
| --------- | -------- | --------- | --------- | ------- | ---------------- | ---- | -------- |
| 24-4-1927 | Коломб   | Франція   | 3 – 3     | Італія  | товариський матч | 2    |          |
| 26-5-1927 | Коломб   | Франція   | 0 – 6     | Англія  | товариський матч | -    |          |
| 12-6-1927 | Будапешт | Угорщина  | 13 – 1    | Франція | товариський матч | -    |          |
| Усього    |          | Матчів    | 3         |         | Голів            | 2    |          |